# Enrique Fernández de Heredia
Enrique Fernández de Heredia y Gaztañaga va ser militar espanyol que va participar en la Guerra civil.

## Biografia
Fernández d'Heredia era un militar de carrera. En 1932 va formar part de la missió militar que va ser enviada a Bolívia, i va romandre al país durant un any com a instructor de les Forces armades bolivianes. El juliol del 1936, a l'esclat de la Guerra civil, era comandant d'artilleria a Madrid i es va mantenir fidel a la República.
Ascendit poc després a Tinent coronel, durant la contesa va ocupar el comandament de diverses unitats militars: la 3a Divisió o el XVIII Cos d'Exèrcit, el comandament de les quals va assumir després del final de la batalla de Brunete. Al desembre de 1937 es trobava destinat en el Front de Terol al capdavant del XVIII Cos d'Exèrcit, preparat per a participar en una ofensiva contra la ciutat. El 24 de desembre va ser ascendit pel general Rojo al rang de coronel en reconeixement del seu èxit en envoltar la ciutat. L'abril del 1938 va cedir el comandament del XVIII Cos d'Exèrcit a José del Barrio Navarro.

## Obres
- —— (1935). Un año de misión en Bolivia. Librería internacional de Romo: Bolivia.